# Julien Gobaux
Julien Gobaux, né le 11 décembre 1990 à Soissons, est un gymnaste français. 
Il est membre du collectif de l'équipe de France senior depuis 2014 et a notamment participé aux championnats du monde de gymnastique à Nanning (Chine) en septembre 2014. Il s'entraine au sein de la structure de haut niveau du Pôle France d'Antibes.

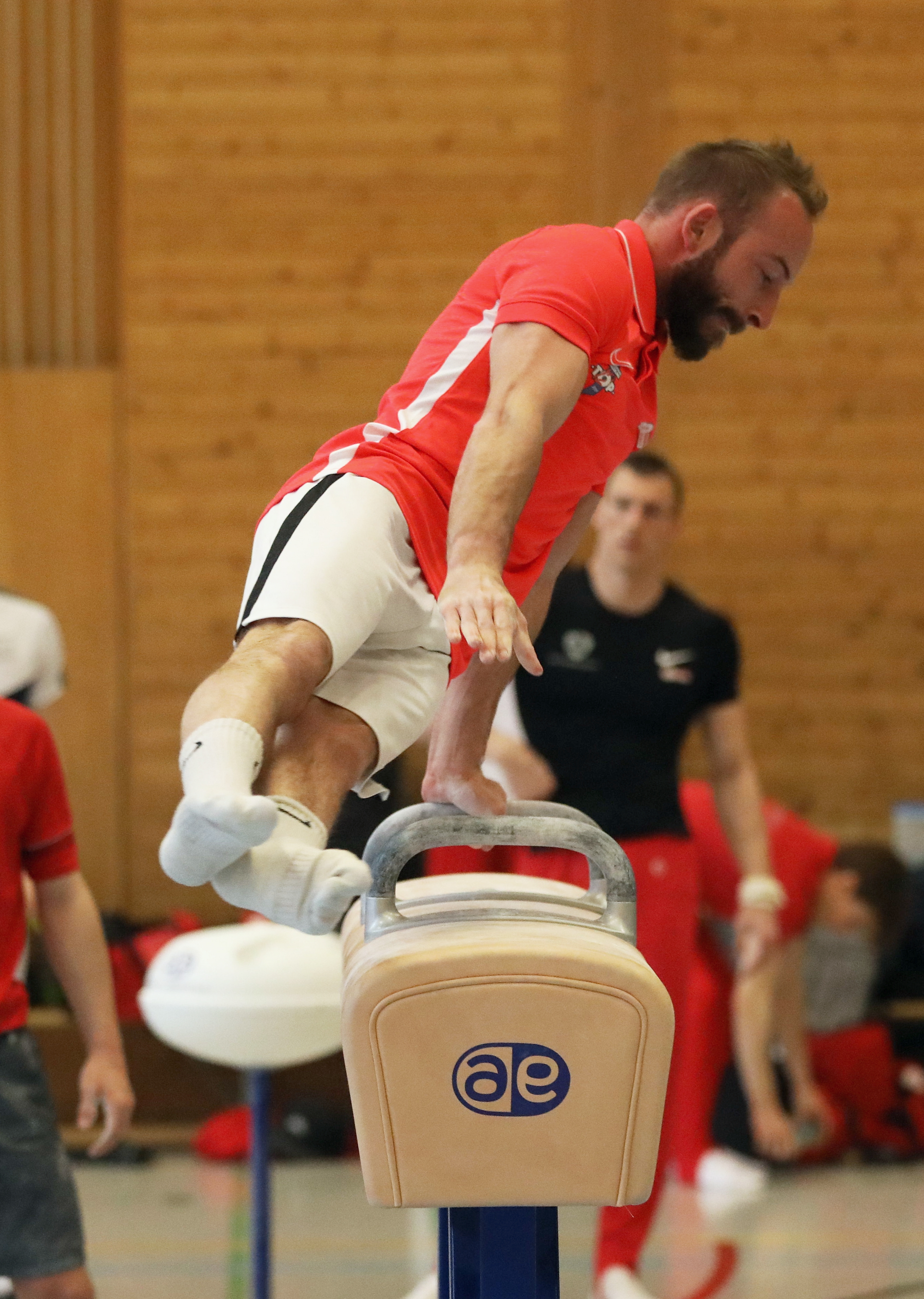
Julien Gobaux, 2022

## Biographie
Julien Gobaux est engagé au sein du club de l'Étoile de Monaco qui s'est qualifié en 2015 pour le championnat de France Division National 2. Il remporte en 2013 le concours général des XVe Jeux des Petits États d'Europe organisés au Luxembourg. Il se place également sur la plus haute marche du podium au concours par équipe, mais également aux concours par agrès au saut de cheval et aux barres parallèles.Il remporte la médaille d'argent au cheval d'arçons et à la barre fixe.
Il participe en mai 2015 en Bulgarie à l'étape de coupe du monde de Varna et prend part à sa première finale internationale aux barres parallèles au cours de laquelle il finit 6e.
Après avoir dominé les championnats de France élite au mois de juin 2016 avec pas moins de cinq médailles dont trois en or (concours général, sol et barres parallèles), sa nomination en équipe de France pour les Jeux Olympiques de Rio 2016 est confirmée deux semaines plus tard.
II remporte la médaille de bronze par équipes aux Jeux méditerranéens de 2018.
Il est médaillé de bronze par équipes aux Championnats d'Europe de gymnastique artistique masculine 2018 à Glasgow avec Axel Augis, Loris Frasca, Edgar Boulet et Cyril Tommasone.

## Palmarès

### Championnats du Monde

#### Nanning2014
- 11e par équipe

### Championnats d'Europe
- Glasgow 2018
  -  médaille de bronze au concours par équipes

### Coupe du Monde

#### Varna 2015
- 6e aux barres parallèles

### Universiades

#### Kazan2013
- 9e par équipe

### Jeux méditerranéens
- Tarragone 2018
  -  médaille d'argent au concours général individuel
  -  médaille de bronze au concours général par équipes

### Jeux des Petits États d'Europe

#### Luxembourg2013
- 1er au concours général individuel
- 1er au concours par équipe
- 1er au saut de cheval et barres parallèles
- 2e au cheval d'arçons et barre fixe

### Coupes Nationales Elites

#### 2015
- Médaille d'or au concours général individuel

#### 2013
- Médaille d'or au concours général individuel

### Championnats de France Elite

#### 2013
- 5e au concours général individuel
- Médaille d'or au saut de cheval

#### 2016
- Champion de France au concours général individuel
- Médailles d'or au sol et barres parallèles
- Médailles de bronze aux anneaux barre fixe[7]